# Ogasawara Tadazane
Ogasawara Tadazane (小笠原忠真?   26 de marzo de 1596-3 de diciembre de 1667) fue un daimyō japonés de inicios del periodo Edo de la historia de Japón. Fue hijo de Ogasawara Hidemasa.
Después de la muerte de su padre y su hermano mayor, sus tierras fueron trasladadas del Dominio de Akashi (valuado en 100.000 koku) al Dominio de Kokura (valuado en 150.000 koku).
Afamado como el señor que dio trabajo a Iori, hijo adoptivo de Miyamoto Musashi, Tadazane participó en la campaña del shogunato para sofocar la Rebelión Shimabara.
Murió en 1667.